# Katharina von Cordona
Katharina von Cordona oder Cardona (* 1519 in Barcelona; † 11. Mai 1577 in La Roda) war eine spanische Adlige aus der alten katalanischen Familie Cardona.

## Leben
Cordona war eine uneheliche Tochter des spanischen Generals Ramón Folch de Cardona in Neapel. Dieser kehrte 1557 nach Spanien an den Hof Philipps II. zurück. Sie wuchs vermutlich nicht bei ihrem Vater in Neapel auf, sondern kam in ein Kloster der Kapuziner, von wo aus sie im Alter von 13 Jahren verheiratet wurde. Ihr Mann starb jedoch schon bald, so dass sie in das Kloster zurückkehrte. Cordona wurde nach der Rückkehr ihres Vaters Gouvernante und Erzieherin von Don Carlos und Don Juan de Austria. 1562 flüchtete sie aus dem Palast und zog sich in eine Höhle bei La Roda zurück, wo sie als Einsiedlerin lebte. Da die Menschen bald zu diesem Ort pilgerten, entschloss sie sich dort ein Kloster der Karmeliten zu gründen. Ihr wurde von Migne die Bezeichnung „selig“ beigelegt, da sie von der hl. Theresia als eine große Heilige angesehen, und vom Volk in unterschiedlichen Notlagen angerufen wurde.
Cordona übte großen Einfluss auf den 1559 gegründeten „Konvent der Unbeschuhten Karmelitinnen“ in Pastrana aus, der zahllose Ordenskandidaten anzog und damit zu einem der wichtigsten Noviziate avancierte. Das dadurch dort herrschende rigoristische Klima versuchte Johannes vom Kreuz im Jahr 1571 vergeblich zu mildern. Auch in La Roda gab es seit 1572 einen Konvent, der unter ihrem Einfluss stand.
Zu ihren Verehrern gehörte neben der hl. Theresa auch Pedro de Alcántara.